# Shenja Lacher

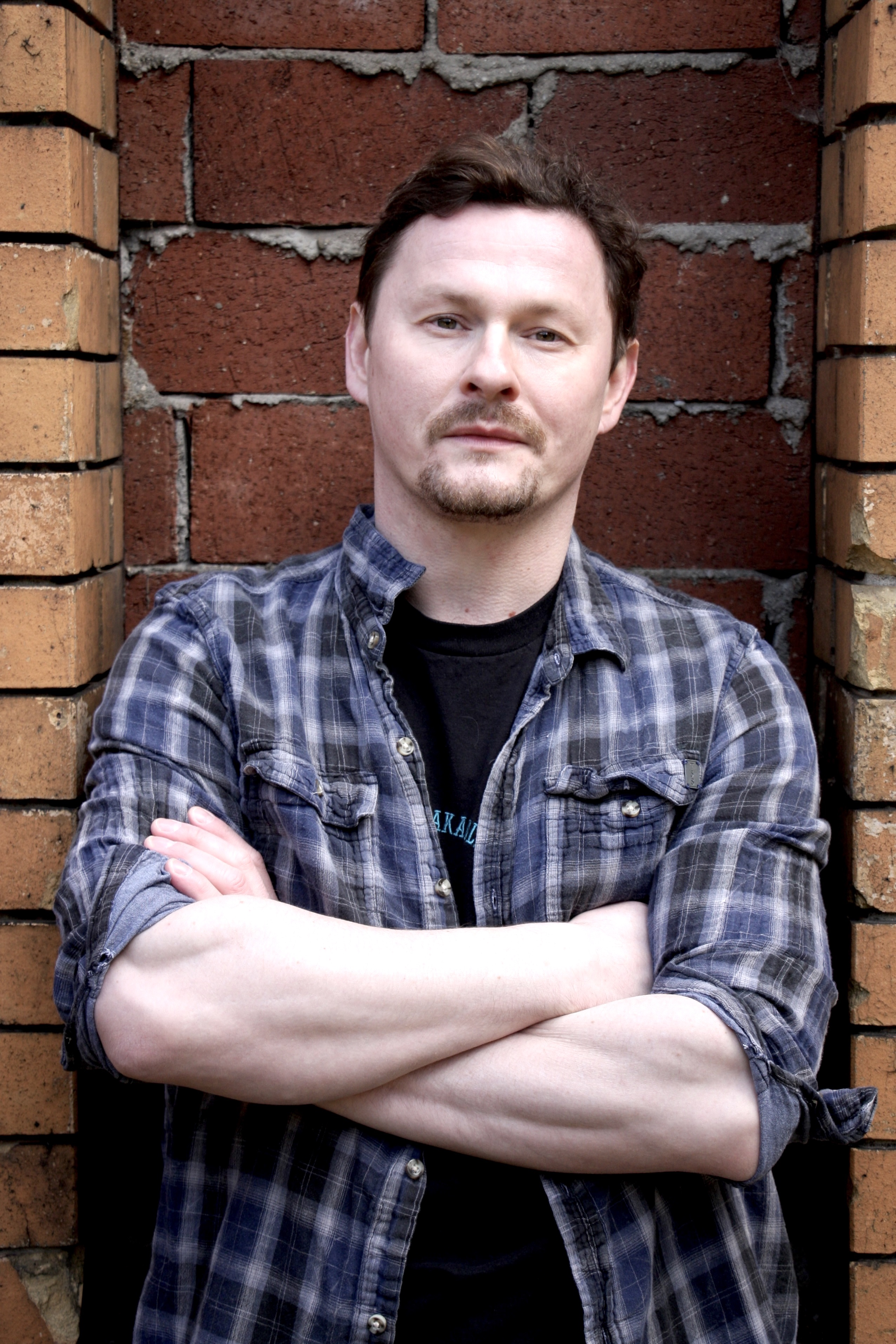
Shenja Lacher, 2022

Shenja Lacher (* 20. März 1978 in Erlabrunn) ist ein deutscher Schauspieler.

## Leben
Lacher ist in Berlin-Marzahn aufgewachsen. Er besuchte von 1999 bis 2003 die Hochschule für Musik und Theater Rostock. Nach seiner Schauspielausbildung ging er ans Theater, er spielte u. a. Romeo, Hamlet, Danton und Raskolnikov.
Von der Bühne in Zittau führte ihn sein Weg über Mannheim und Oldenburg nach München, wo er von 2007 bis 2016 am Münchner Residenztheater (Bayerisches Staatsschauspiel) engagiert war. Hier spielte er u. a. Prinz Friedrich von Homburg, Orest und Peer Gynt. Neben seiner Bühnenarbeit übernahm er immer wieder Fernsehrollen, z. B. im Tatort: Nie wieder frei sein, einen verzweifelten Geiselnehmer in Das letzte Wort oder den Ermittler in Das weiße Kaninchen. Lacher ist außerdem regelmäßig Sprecher beim Bayerischen Rundfunk und die Stimme mehrerer Hörbücher.
2016 kündigte er sein Engagement beim Münchener Residenztheater.
Seit Oktober 2019 ermittelt Lacher als Kommissar Christoph Hofherr in der Mordkommission Leipzig in der ZDF-Krimireihe Das Quartett.

## Filmografie (Auswahl)
- 1998: Hans Warns
- 2001: Heim
- 2008: Ein starkes Team – Hungrige Seelen
- 2008: Pizza und Marmelade
- 2008: Die Rosenheim-Cops (Folge: Eine tödliche Partie)
- 2009: Dutschke
- 2009: Haus und Kind
- 2010: SOKO 5113 (Folge: Ausgebrannt)
- 2010: Tatort (Folge: Nie wieder frei sein)
- 2011: Die Rosenheim-Cops (Folge: Tödliche Heimkehr)
- 2012: Der Kriminalist (Folge: Blaues Blut)
- 2013: Freier Fall
- 2013: Polizeiruf 110 – Der Tod macht Engel aus uns allen
- 2013: Das letzte Wort
- 2014: Polizeiruf 110 – Morgengrauen
- 2014: Tatort (Folge: Im Schmerz geboren)
- 2015: Mein vergessenes Leben
- 2016: Das weiße Kaninchen
- 2016: Über Barbarossaplatz
- 2016: Schwarzach 23 und die Jagd nach dem Mordsfinger
- 2017: Polizeiruf 110 – Einer für alle, alle für Rostock
- 2017: Kommissarin Lucas (Folge: Löwenherz)
- 2017: Tatort – Goldbach
- 2018: Rufmord
- 2018: Trautmann
- 2018: Praxis mit Meerblick
Folge 2: Brüder und Söhne, Folge 3: Der Prozess
- 2019: Marie Brand und der Reiz der Gewalt
- 2019: Im Niemandsland
- 2019: Friesland – Hand und Fuß
- seit 2019: Reiterhof Wildenstein
  - 2019: Die Pferdeflüsterin
  - 2019: Kampf um Jacomo
  - 2020: Neuanfang
  - 2020: Der Junge und das Pferd
- seit 2019: Das Quartett
  - 2019: Der lange Schatten des Todes
  - 2020: Das Mörderhaus
  - 2021: Die Tote vom Balkon
  - 2022: Dunkle Helden
  - 2023: Tödliche Lieferung
  - 2023: Mörderischer Pakt
  - 2024: Das Schweigen
  - 2024: Patient Nr. 13
- 2020: Der Überläufer
- 2020: Polizeiruf 110: Heilig sollt ihr sein!
- 2021: Für immer Eltern
- 2021: Erzgebirgskrimi – Der letzte Bissen (Fernsehreihe)
- 2022: Wilsberg: Schmeckt nach Mord (Fernsehreihe)
- 2022: Totenfrau (Fernsehserie)
- 2022: Nachtschicht – Die Ruhe vor dem Sturm
- 2023: Am Ende – Die Macht der Kränkung (Fernsehserie)
- 2023: Wir haben einen Deal
- 2023: Wer wir sind (Fernsehserie)
- 2023: Die Augenzeugen (Fernsehserie)
- 2024: Herrhausen – Der Herr des Geldes (Fernsehfilm)
- 2025: Dr. Nice – Alte Narben (Fernsehreihe)

## Hörspiele und Hörbücher (Auswahl)
- 2016: Frank Witzel: Die Erfindung der Roten Armee Fraktion durch einen manisch-depressiven Teenager im Sommer 1969. Regie: Leonhard Koppelmann. BR Hörspiel und Medienkunst, als Podcast/Download im BR Hörspiel Pool.[14]
- 2020: Jonas Jonasson Der Massai der in Schweden noch eine Rechnung offen hatte – Laufzeit ca. 614 min. (Der Hörverlag ISBN 3-8445-4394-5)
- 2020–2022: Elena Ferrante: Neapolitanische Saga (Die Hörspiele – Meine geniale Freundin – Die Geschichte eines neuen Namens – Die Geschichte der getrennten Wege – Die Geschichte des verlorenen Kindes) Regie: Martin Heindel, Komposition: Ulrike Haage, Der Hörverlag ISBN 978-3-8445-4530-2, 15h 30min, als Podcast im BR Hörspiel Pool[15]
- 2022: Jonas Jonasson Drei fast geniale Freunde auf dem Weg zum Ende der Welt - Laufzeit 10h 42min (Der Hörverlag ISBN 978-3-8445-4701-6)
- 2025: Volker Klüpfel: »Wenn Ende gut, dann alles« – Laufzeit ca. 692 min. (Der Hörverlag ISBN 3-8445-5289-8)

## Auszeichnungen
- 2009: Bayerischer Kunstförderpreis (in der Kategorie Darstellende Kunst)
- 2009: Förderpreis für junge Theatertalente des Vereins der Freunde des Bayerischen Staatsschauspiels
- 2010: Kurt-Meisel-Preis
- 2014: Kurt-Meisel-Preis[16]